# Ema Wolf
Ema Wolf (Carapachay, provincia de Buenos Aires, 4 de mayo de 1948) es una escritora argentina cuya obra, principalmente de literatura infantil, obtuvo varios premios nacionales e internacionales de literatura, entre ellos, el premio Hans Christian Andersen.

## Biografía
Nacida en Carapachay, en el partido de Vicente López, es licenciada en Literatura y Lenguas Modernas por la Universidad de Buenos Aires.
A partir de 1975, realizó aportes en diferentes medios periodísticos y revistas infantiles. trabajó en la revista Humi, en la revista del diario La Nación. Tres cuentos suyos se publicaron en la revista Anteojito: «Noche de Nochebuena», «La nariz de Picaporte» y «Un gato modelo».
En 1996, fundó la revista La Mancha, papeles de literatura juvenil e infantil junto a un grupo de escritoras y escritores de renombre: Silvia Schujer, Laura Devetach, Ricardo Mariño, Graciela Montes, Gustavo Roldán, Graciela Cabal y Graciela Pérez Aguilar; hasta 1998, integra el Comité de Redacción.
También, se desempeñó como investigadora. Se destaca su trabajo en 1974 sobre la estética del kitsch, su impacto en la narrativa popular y en los medios de comunicación. En 1977 realizó aportes para el libro de Félix Luna titulado Ortiz, la Argentina opulenta.
Sus obras se caracterizan por el humor y por un estilo paródico, no persiguen fines didácticos; por el contrario, buscan fomentar el placer por la lectura. Se dedicó mayormente a la literatura infantil, aunque también tiene publicados libros para el público adulto. Parte de sus textos fueron traducidos al inglés, catalán, portugués, alemán, esloveno, italiano y turco.
Estuvo casada con el historietista Carlos Trillo, de quien enviudó el 7 de mayo de 2011 y con quien tuvo dos hijos.

## Obras
Cuentos y libros infantiles
- 1975/1976 «Noche de Nochebuena», «La nariz de Picaporte», «Un gato modelo» (cuentos publicados en la revista Anteojito)
- 1977 «Aventuras de loberos»
- 1984 «Barbanegra y los buñuelos»
- 1985 «Pedro, el juntador de mamuts»
- 1986 «Walter Ramírez y el ratón nipón»
- 1986 «Cuentos y cantos»
- 1987 «Cuento chino y otros cuentos no tan chinos»
- 1988 «El náufrago de Coco Hueco»
- 1988 «Los imposibles»
- 1989 «Maruja»
- 1989 «Pelos y pulgas»
- 1990 «La galleta marinera»
- 1991 «La gran inmigración»
- 1991 «Hay que enseñarle a tejer al gato»
- 1992 «Perafán de Palos»
- 1992 «Fámili»
- 1993 «A filmar canguros míos»
- 1994 «Historias a Fernández»
- 1995 «La sonada aventura de Ben Malasangüe»
- 1995 «Bajo el sombrero de Juan» (Campaña Nacional de Lectura - Colección «Leer te ayuda a crecer». Ministerio de Educación, Ciencia y tecnología)
- 1996 «¡Qué animales!»
- 1997 «La aldovranda en el mercado»
- 1997 «¡Silencio, niños!»
- 1997 «Pollos de campo»
- 1997 «Prehistoria», «Algo sobre elefantes», «La princesa y el garbanzo» y «Las arvejas de Etelvina» (cuentos publicados en antologías escolares de Editorial Santillana).
- 1998 «Flori, Ataúlto y el dragón»
- 1998 «Nicoleta»
- 1998 «SanSemillas»
- 1998 «La lluvia de arena»
- 1999 «Nabuco, etc»
- 2000 «La nave de los brujos y otras leyendas del mar»
- 2001 «Filotea»
- 2002 «La leyenda de la ballena»
- 2003 «Libro de los prodigios»
- 2005 «A Berta le encanta amasar a su gato»
- 2006 «El gato de Berta tiene pocas pulgas»
- 2006 «En carnaval Berta disfraza a su gato»
- 2006 «A Berta se le perdió su gato»
- 2009 «La casa bajo el teclado»
- 2010 «Cómo Berta conoció a su gato»
- 2011 «2012, El fin del mundo»
- 2019 «La artista»

Libros para adultos
- 1973 «El folletín» (Ensayo, en colaboración con Guillermo Saccomanno).
- 1993 «El ataúd de plomo».
- 1993 «Ciencias naturales».
- 2005 «El turno del escriba» (que escribió conjuntamente con Graciela Montes).[12]

## Premios
- 1993 Premio «Hans Christian Andersen» de ALIJA por el libro Perafán de Palos.[13]
- 1994 Premio Konex - Diploma al Mérito, en la categoría Literatura Infantil.
- 1997 Premio Mundial de Literatura José Martí.[14]
- 2000 «Primer Premio Nacional de Literatura Infantil y Juvenil» por el libro Historias a Fernández. [15]
- 2002 y 2006 Candidata al Premio «Hans Christian Andersen», representando a la Argentina.[16]
- 2004 Premio Konex - Diploma al Mérito, en la categoría Literatura Juvenil.[16]
- 2005 Premio Alfaguara de novela por «El turno del escriba».[17]
- 2019 Premio «Pregonero de Honor» de la Fundación El Libro.[18]